# تاریخچه شبکه‌های مش بی‌سیم

شکل۱:Self-Healing Mesh

شکل۳: Single Radio Mesh Cycle

شکل۴:Third Generation Cycle

تاریخچه شبکه‌های مش بی‌سیم (به انگلیسی: History of wireless mesh networking) به شرح زیر است.
مزیت اصلی شبکه‌های بی‌سیم توانایی ذاتی آن‌ها در تشکیل یک شبکه قدرتمند است با توجه به آنچه در شکل ۱ اتفاق افتاده است زمانی که گره‌های مش روشن می‌شوند (چراغ آن‌ها بر روی جعبه سبز می‌شود) گره‌ها صدای یکدیگر را می‌شنوند و تشکیل یک شبکه می‌دهند بنابراین ببینید چه اتفاقی می‌افتد وقتی که یک گره با شکست مواجه می‌شود و چگونه گره‌های مسیر یابی مسیر جایگزین را کشف می‌کنند این بهبود و تعمیر کاملاً اتوماتیک است.
در طول سال‌ها، شبکه‌های مش بی‌سیم سه ویژگی منحصربه‌فرد بر اساس تکنولوژی رادیویی به دست آوردند:
هر ترکیب بر اساس مقیاس پذیری بیشتر و عملکرد بالاتر شبکه توان و زمان تأخیر را مکرراً ارتقا می‌دهد. این مرحله اولیه قبل از استاندارد IEEE که به عنوان نسل اول شناخته شده توسعه فناوری مش بی‌سیم است. بر اساس این ویژگی تنظیمات مختلف نسل اول شبکه‌های وایرلس به‌طور خلاصه شرح داده شده‌است.

## تاریخچه
Hoseit winrich از کلن آلمان برای اولین بار فناوری DIRC (ارتباط اینتر رله‌های دیجیتالی) با شماره ثبت اختراع DE 197 37 897 و DE 197 33 586 را شرح داد. از آنجا که امواج رادیویی منتقل شونده تداخل ایجاد می‌کنند نسبت حامل به تداخل را برای اولین بار به کار گرفت.
همچنین کشف کرد که چگونه برای جلوگیری از تأخیر انتقال نمادها تنها و نه از بسته‌های دیجیتالی (از جریان نماد سوییچینگ) استفاده کند. هر گره با گره‌های همسایه خود از طریق یک کانال کنترل (CCH)برای ایجاد فرکانس، زمان و انرژی با انتقال یک سمبل همکاری می‌کنند فقط مقصد نهایی درک برنامه، با کمترین تأخیر ممکن است.
1. در سال ۲۰۰۴ شبکه‌های بی‌سیم در افریقای جنوبی آغاز به کار کرد. شبکه‌های اجتماعی بی‌سیم در آفریقای جنوبی
2. در سال ۲۰۱۰ هنرمند فیونا بووی که مستندساز است از شبکه‌های مش بی‌سیم استفاده کرد.

## تنظیمات

### رادیو مش
همانطور که در شکل ۳ نشان داده شده‌است در این پیکربندی با استفاده از یک کانال رادیویی هردو مشتری سرویس می‌گیرند و با ارائه مش مسیر یابی‌سیمی یا لینک‌های ماهواره‌ای بر می‌گردند. (Backhaul)
رادیو مش مجرد، هردو خدمات دسترسی به سرویس گیرنده و backhaul را فراهم می‌کند. تجزیه و تحلیل عملکرد مقایسه‌ای نشان می‌دهد این معماری بدترین عملکرد همه تنظیمات را فراهم می‌کند زیرا backhaulو سرویس برای پهنای باند رقابت می‌کنند. بنابراین تمام معماری‌های رادیو مش مجرد از چرخه ارسال – دریافت- صبر، رنج می‌برند
از آنجا که فقط رادیو وجود دارد گره مش را به گوش دادن و سپس فرستادن و بعد از آن دوباره گوش دادن وادار می‌کند؛ این تناوب توقف و رفتن، بر رفتار شبکه تأثیر منفی می‌گذارد به خصوص اگر مقصد دور باشد و ترافیک داشته باشیم که باید هاپ دوباره از گره نخست در سراسر گره‌ها انتقال را نجام دهد.

### دو رادیو با ۱ رادیو مش backhaul
این تنظیمات نیز می‌تواند به عنوان "۱+۱" شبکه باشد زیرا که هرگره شامل دو رادیو برای ارائه خدمات به مشتریان و یکی برای backhaul است. نامگذاری "۱+۱" نشان می‌دهد که این رادیوهای جداگانه درbackhaul ارائه خدمات شرکت نمی‌کنند و در backhaul مشتریان شرکت می‌کنند. این دو رادیو می‌توانند در باندهای مختلف به کار گرفته شوند به عنوان مثال بر اساس IEEE 802.11، 2.4GH رادیو را می‌توان مورد استفاده برای سرویس و ۸۰۲. ۱۱a،(5GH) را می‌توان برای backhaul مورد استفاده قرار داد. امروزه اکثر محصولات در دسترس مش در این دسته سقوط می‌کنند.
جدا کردن خدمات از backhaul باعث افزایش کارایی می‌شود زمانی که در مقایسه با تک رادیو در شبکه مش قرار می‌گیرد. اما از آنجا که مش تک رادیو هنوز هم در خدمت backhaul است بسته‌های ارسالی نسبت به سهم پهنای باند اینترنت در هر هاپ در طول مسیر backhaul با همه گره‌های دیگر backhaul مش در همان کانال برخورد می‌کند این کاهش عملکرد همانطور که در شکل ۳ نشان داده شده‌است برای رادیو مش تک شدید نبود اما با این وجود قابل ملاحظه هستند. در بهترین تنظیمات ۱ یا ۲ هاپ در محصولات نسل دوم مش به کار گرفته شده‌است.

### رادیوهای backhaul
در آخرین تنظیمات نشان داده شده در شکل ۲، backhaul جداگانه و قابلیت سرویس و مدیریت کانال‌های رادیویی به صورت پویا تمام رادیوهای غیر تداخل کانال را فراهم می‌کند. تجزیه و تحلیل عملکرد نشان می‌دهد که این عملکرد نسبت به دو روش در نظر گرفته شده بهتر است توجه داشته باشید که این دو رادیو backhaul برای پیکربندی ۳ رادیو در شکل ۲ نشان داده شده‌است و از همان نوع "۱+۱" است و نباید با اصطلاح دو گانه شبکه‌های رادیویی که در ان یکی از برنامه‌های رادیویی به‌طور معمول از نوع ۸۰۲٫۱۱(backhaul) و دیگری از نوع ۸۰۲٫۱۱(خدمات) اشتباه گرفته شود.
در پیکر بندی ۳ رادیو، دو رادیو ارائه uplink ,downlinkبا قابلیت backhaul را دارد و رادیو دیگر خدمات مشتریان.
شکل چهار نشان می‌دهد که چگونه در دو رادیوی backhaul عملیات انتقال ترافیک با هردو رادیو به‌طور مستقل و در کانال‌های جداگانه است.

## مثال‌ها

### امنیت مرزی
دانشکده تحصیلات تکمیلی نیروی دریایی در مونتری کالیفرنیا، نشان می‌دهد ۳/۱ پیکربندی چند رادیویی شبکه‌های مش بی‌سیم برای امنیت مرزی است در سال ۲۰۰۷ در سیستم خلبان، دوربین‌های هوایی درهوا به وسیله بالن‌هایی با رله زمان واقعی ویدیو و با وضوح بالا به پرسنل زمین از طریق شبکه مش نگه داشته می‌شدند.

## کامپیوترهای قابل حمل
آزمایشگاه رسانه ام‌آی‌تی پروژه‌های رادیویی تک لپ‌تاپ "xo-1" یا "olpc"را برای مدارس ممتاز زیر نظر کشورهای در حال توسعه و با استفاده از شبکه‌های بی‌سیم (بر اساس در استاندارد IEEE 802.11) گسترش داده است و زیر ساخت قوی و ارزان برای آن ایجاد کرده‌است.
اتصالات آنی در ساختار لپ‌تاپ‌ها دارای پروژه‌هایی به منظور کاهش نیاز به زیرساخت‌های خارجی مانند اینترنت برای رسیدن به همه مناطق است زیرا که یک گره متصل می‌تواند ارتباط خودش را با گره‌های نزدیک به اشتراک بگذارد.

### نرم‌افزارهای تعریف شده رادیو
بسیاری از شبکه‌های مش بی‌سیم در میان چندین باند رادیویی کار می‌کنند. برای مثال رله firetide و موج دوم پیکربندی شبکه‌های دوگانه رادیو مش دارای جزییاتی برای برقراری ارتباط گره به گره در۵. ۲GHZ یا ۵. ۸GHZ هستند. اما این ارتباط برای گره به مشتری دارای ۲. ۴GHZاست انجام این کار با استفاده از نرم‌افزار تعریف شده رادیو (SDR) است.

### شبکه‌های خانگی
نوشتار اصلی Home network
از شبکه‌های مش بی‌سیم در شبکه‌های خانگی از جمله زیگ بی، Z-Wave و Insteon استفاده می‌شود.